# Sinogastromyzon
Cá bám đá (Danh pháp khoa học: Sinogastromyzon) là một chi cá trong họ cá bám đá Balitoridae thuộc bộ cá chép Cypriniformes, đây là chi cá bản địa của vùng phía Đông châu Á.

## Các loài
Hiện hành có 21 loài được ghi nhận trong chi này:
- Sinogastromyzon chapaensis Đ. Y. Mai, 1978
- Sinogastromyzon daduheensis Y. S. Guo & Jun Yang, 2013[4]
- Sinogastromyzon daon V. H. Nguyễn, 2005
- Sinogastromyzon dezeensis W. X. Li, W. N. Mao & Zong-Min Lu, 1999
- Sinogastromyzon hagiangensis V. H. Nguyễn, 2005
- Sinogastromyzon hsiashiensis P. W. Fang, 1931
- Sinogastromyzon hypercorpus V. H. Nguyễn, 2005
- Sinogastromyzon lixianjiangensis S. W. Liu, X. Y. Chen & J. X. Yang, 2010
- Sinogastromyzon macrostoma S. W. Liu, X. Y. Chen & J. X. Yang, 2010
- Sinogastromyzon maon V. H. Nguyễn & H. D. Nguyễn, 2005
- Sinogastromyzon minutus Đ. Y. Mai, 1978
- Sinogastromyzon multiocellum V. H. Nguyễn, 2005
- Sinogastromyzon namnaensis V. H. Nguyễn, 2005
- Sinogastromyzon nanpanjiangensis W. X. Li, 1987
- Sinogastromyzon nantaiensis I. S. Chen, C. C. Han & L. S. Fang, 2002
- Sinogastromyzon puliensis Y. S. Liang, 1974
- Sinogastromyzon rugocauda Đ. Y. Mai, 1978
- Sinogastromyzon sichangensis H. W. Chang, 1944
- Sinogastromyzon szechuanensis P. W. Fang, 1930
- Sinogastromyzon tonkinensis Pellegrin & Chevey, 1935
- Sinogastromyzon wui P. W. Fang, 1930

## Đặc sản
Ở bản Sin Súi Hồ, bản Sàng Mà Pho thuộc Phong Thổ, Lai Châu có loại cá bám đá quý, người Mông ở Sin Súi Hồ gọi nó là cá sâm, hay cá đắng, đây là loài cá bản địa, rất quý, và chỉ có khách quý mới được mời. Thứ cá này rất hiếm, bắt được nó là cả một sự kỳ công. Phải nhảy chồm chồm trên những tảng đá, đi ngược suối, lên đến độ cao khoảng 2.300m, gần phía đầu nguồn, mới kiếm được thứ cá đặc biệt. Loài cá chỉ sống ở nơi rất cao, rất lạnh, thậm chí băng giá. Loài cá này cực kỳ hiếm, chỉ có ở độ cao trên 2000m, nguồn nước quanh năm giá lạnh, phải có nhiều kinh nghiệm, mới biết được nơi cá đắng trú ẩn. Thông thường chúng trốn ở những đoạn có vụng nước và có nhiều hang ngầm, khe đá, nước chảy mạnh, thi thoảng lại thấy những con cá từ vách đá nhao đầu ra ngoài, rồi mắc vào lưới.
Loài cá bám đá này được người Trung Quốc mua rất đắt, tới cả triệu bạc mỗi kg. Họ mua về làm giống, nuôi ở những con thác. Chúng bám vào đá để ăn rong rêu ở những con suối chảy mạnh, rất lạnh, nên gọi là cá bám đá. Khi nước cạn, chảy nhẹ, thì cá bám đá chui ra khỏi hốc đá, dính vào lưới, nhưng không thấy con cá đắng, còn gọi là "cá sâm" nào. Giống cá đắng khôn ranh, không bao giờ chui ra khỏi hốc đá. Cả đời nó chỉ chui trong hốc đá tối tăm, không bao giờ chịu ló đầu ra. Chỉ có cách duy nhất bắt nó, là khiến nó say, lờ đờ trôi ra khỏi hang đá, nổi lềnh bềnh trên mặt nước và phải đứng trực ở một vũng nước, chờ cá trôi ra là tóm luôn, Nếu không để ý, nó trôi ra chỗ không có nhựa cây, tỉnh lại, là chuồn mất dạng.
Nó có hình dạng của một con cá chiên thu nhỏ. Những con cá bằng ngón tay, thân đỏ lẫn đen, bụng trắng hếu. Khi bắt thì dùng dao cứa bụng, moi ra phần ruột cá bám đá, kẹp vào thanh luồng nướng, cá đắng thì không cần lấy ruột, cứ kẹp cá hoặc xiên vào thanh tre nhọn nướng luôn. Thịt cá mà đắng có vị lạ, một con cá, to bằng ngón tay nho nhỏ, như món cá bớp. Khi ăn, vị đắng của con cá tan nhanh trong miệng, chỉ vài giây sau, là vị ngọt cuống quýt nơi đầu lưỡi, lan xuống cuống họng, là thứ mùi vị của sâm quý, chứ không phải của cá. Cắn miếng cá thấy vị đắng thanh mát của thịt, nhưng rồi vị ngọt nhanh chóng tan vào tuyến nước bọt, lưu luyến mãi nơi cuống họng.